# Saito Hiroshi
Hiroshi Saito (sinh ngày 13 tháng 11 năm 1970) là một cầu thủ bóng đá người Nhật Bản.

## Sự nghiệp câu lạc bộ
Hiroshi Saito đã từng chơi cho Shimizu S-Pulse.

## Thống kê câu lạc bộ

### J.League
| Đội             | Năm       | J.League | J.League | J.League Cup | J.League Cup | Tổng cộng | Tổng cộng |
| Đội             | Năm       | Trận     | Bàn      | Trận         | Bàn          | Trận      | Bàn       |
| --------------- | --------- | -------- | -------- | ------------ | ------------ | --------- | --------- |
| Shimizu S-Pulse | 1993      | 15       | 0        | 0            | 0            | 15        | 0         |
| Shimizu S-Pulse | 1994      | 1        | 0        | 0            | 0            | 1         | 0         |
| Tổng cộng       | Tổng cộng | 16       | 0        | 0            | 0            | 16        | 0         |